# Румен Истревски
Румен Истревски е български футболист, нападател.

## Биография
Роден е на 20 януари 1973 г. в Сопот. Висок е 177 см и тежи 73 кг. Играл е за Металик, Свиленград, Металург, Сокол (Марково), Родопа, Слънчев бряг, Хасково и Родочори (Гърция). В А група има 14 мача и 2 гола. Голмайстор на Б група през 2003 г. с 18 гола за Родопа.

## Статистика по сезони
- Металик – 1992/93 – В група, 11 мача/2 гола
- Металик – 1993/94 – Б група, 24/6
- Металик – 1994/95 – Б група, 29/8
- Металик – 1995/96 – В група, 27/10
- Свиленград – 1996/97 - В група, 26/11
- Свиленград – 1997/98 - В група, 28/16
- Свиленград – 1998/ес. - В група, 15/7
- Металург – 1999/пр. - A група, 4/1
- Сокол – 1999/00 - В група, 29/15
- Родочори – 2000/01 - Е'Етники Категория, 26/14
- Родопа – 2001/02 - В група, 23/12
- Родопа – 2002/03 - Б група, 27/18
- Родопа – 2003/ес. - A група, 10/1
- Слънчев бряг – 2004/пр. - Б група, 8/1
- Хасково – 2004/05 - В група, 26/10
- Хасково – 2005/06 - Б група, 17/3